# Patrick Winqvist
Lars Anders Patrick Winqvist (Malmö, 5 agosto 1976) è un allenatore di calcio svedese.

## Biografia
Proviene da una famiglia di arbitri. Sia il padre che il nonno sono stati ufficiali di gara in Allsvenskan. Lo stesso Patrick Winqvist aveva iniziato ad arbitrare all'età di 13 anni, ma non è mai arrivato alla massima serie nazionale.

## Carriera
Winqvist ha iniziato la carriera di allenatore al Malmö FF, dove ha lavorato per più di vent'anni a livello giovanile. Ha iniziato ad allenare nel 1992, inizialmente con un incarico part-time, diventato poi a tempo pieno a partire dal 2002.
Durante questo periodo al Malmö FF ha guidato squadre giovanili di varie categorie di età, conseguendo anche successi a livello nazionale: nel 2010 si è laureato campione di Svezia con l'Under-19, nel 2012 è stata la volta dell'Under-21, mentre nel 2013 ha vinto il titolo con l'Under-17.
Nel 2014 ha ottenuto la possibilità di trasferirsi al Brommapojkarna. Qui ha ricoperto il duplice ruolo di assistente di Stefan Billborn in prima squadra e di capo allenatore della squadra Under-21.
Dopo un solo anno, Winqvist è tornato in Scania per iniziare la sua prima parentesi da capo allenatore di una squadra senior, nello specifico il Trelleborg, club dell'omonimo paese a pochi chilometri da Malmö. Al suo primo anno di permanenza in biancoblu, ha vinto il campionato di Division 1 Södra 2015 ed è stato quindi promosso in Superettan. La sua prima stagione personale trascorsa nel campionato cadetto si è invece conclusa con un 7º posto.
Il 2017 è stato l'anno in cui Winqvist ha riportato il Trelleborg nella massima serie, categoria che al club mancava da 6 anni. Ciò è stato possibile grazie al 3º posto finale, che ha permesso di accedere al doppio spareggio promozione e di avere poi la meglio sullo Jönköpings Södra, terzultimo classificato dell'Allsvenskan 2017. Tuttavia, al termine di una stagione 2018 chiusa all'ultimo posto in classifica per via dei soli 15 punti ottenuti in 30 partite, la società ha scelto di esonerarlo e di ripartire da un altro tecnico.